# Villanueva de las Manzanas
Villanueva de las Manzanas è un comune spagnolo di 591 abitanti situato nella comunità autonoma di Castiglia e León.